# Michael DeLorenzo
Mall:Info/Biografia/Wikidata

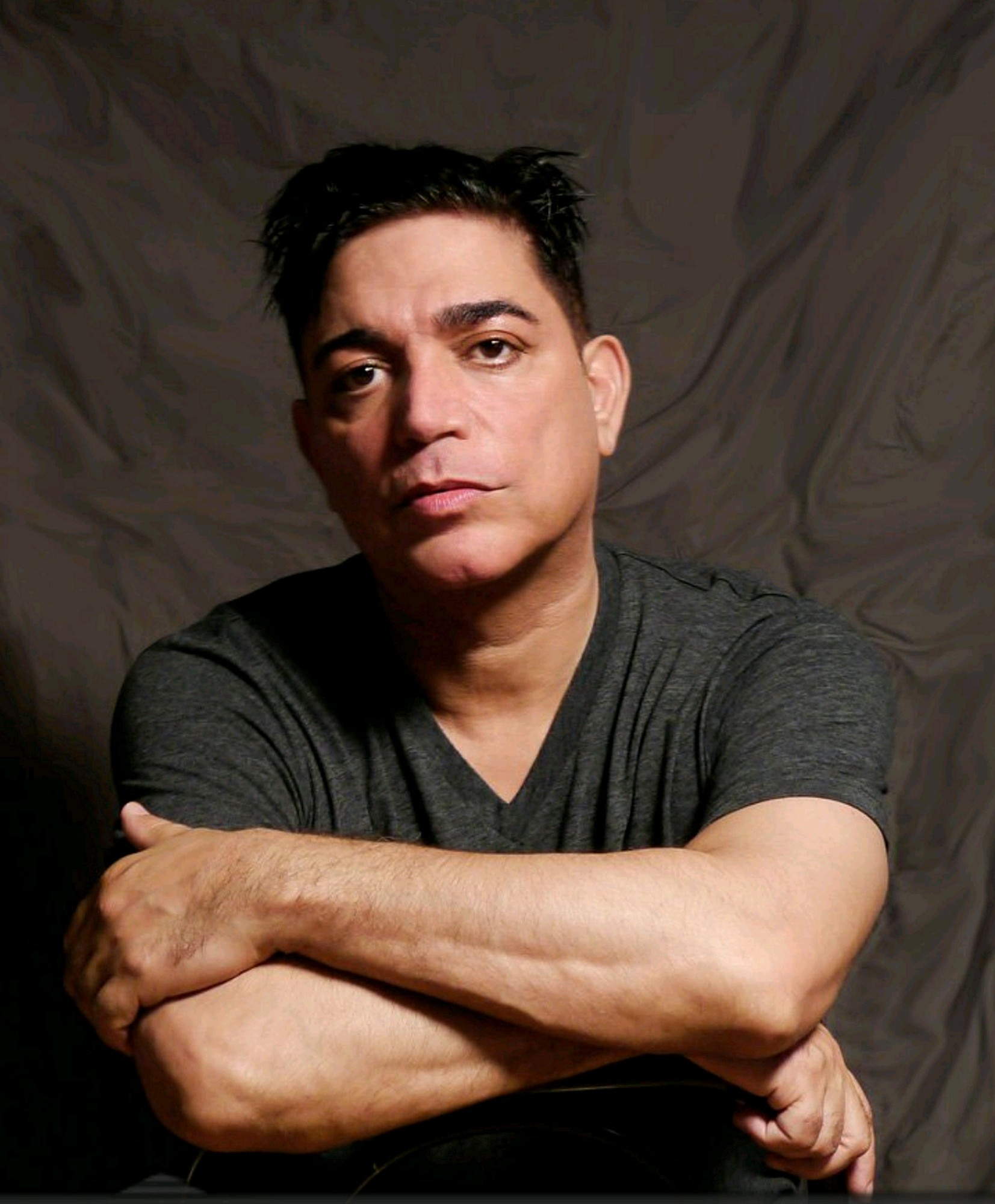
Michael DeLorenzo.

Michael DeLorenzo, född 31 oktober 1959 i The Bronx, New York, USA, är en amerikansk skådespelare av puertoricansk och italiensk börd.
DeLorenzo hade en liten roll i filmen Fame. I TV-serien Fame fick han en betydlig mer framträdande roll och var med i 23 avsnitt.
I polisserien New York undercover spelar han en av huvudrollerna. Han har därtill haft småroller i bland annat Numb3rs och CSI: New York.